# Driby
Driby är en by i civil parish South Thoresby, i distriktet East Lindsey, i grevskapet Lincolnshire, i England. Byn är belägen 14 km från Louth. Driby var en civil parish fram till 1987 när blev den en del av South Thoresby. Civil parish hade 42 invånare år 1961. Byn nämndes i Domedagsboken (Domesday Book) år 1086, och kallades då Dribi.